# Karel Jozef van Lotharingen

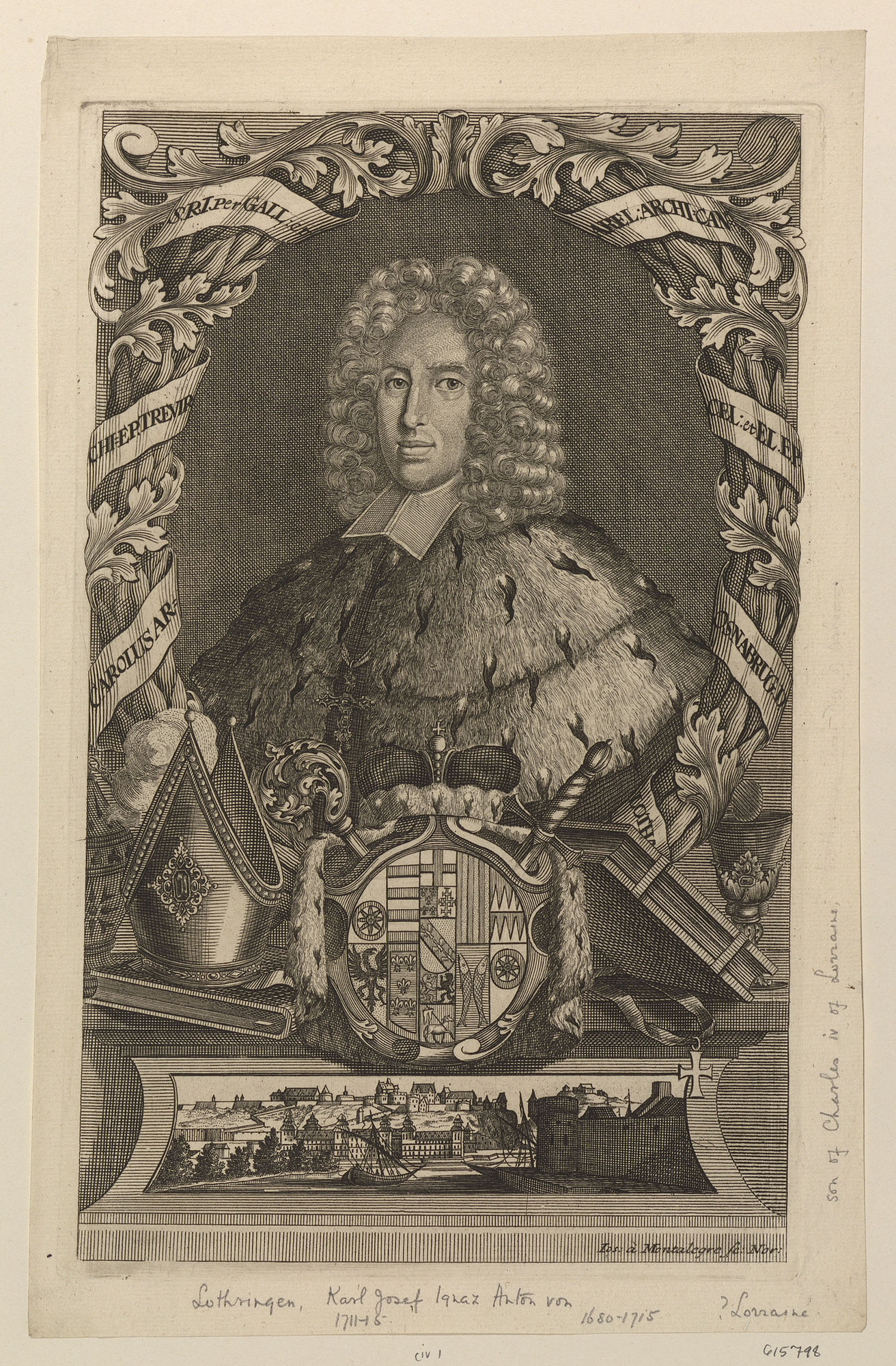
Karel Jozef van Lotharingen.

Karel Jozef Johan Anton Ignatius Felix van Lotharingen (Wenen, 24 november 1680 – aldaar, 4 december 1715) was van 1695 tot 1711 bisschop van Olomouc, van 1698 tot aan zijn dood prins-bisschop van Osnabrück en van 1711 tot aan zijn dood keurvorst-aartsbisschop van Trier. Hij behoorde tot het huis Lotharingen.

## Levensloop
Karel Jozef was de tweede zoon van hertog Karel V van Lotharingen uit diens huwelijk met Eleonora van Oostenrijk, dochter van keizer Ferdinand III van het Heilige Roomse Rijk.
Hij was voorbestemd voor een kerkelijke loopbaan. In 1687 werd hij kanunnik in Keulen, in 1691 in Osnabrück, in 1692 in Trente, kort daarop in Olomouc, in 1702 in Trier en in 1715 in Luik. Tegelijkertijd was hij vanaf 1689 priester in de Primitialkerk in Nancy, vanaf 1693 grootprior van de Orde van Malta in Castilië en León en abt in commendam van verschillende abdijen.
Op 13 september 1694 werd hij door het kapittel van de Dom van Olomouc benoemd tot coadjutor van de regerende bisschop. In januari 1695 bevestigde paus Innocentius XII hem in die functie. Aangezien Karel Jozef nog te jong was om een bisdom te beheren, werden zijn bevoegdheden overgenomen door pauselijke administratoren. Na de dood van Karel II van Liechtenstein-Kastelkorn werd hij in september 1695 effectief bisschop van Olomouc. In juni 1703 werd hij tot bisschop gewijd, zodat hij zijn bevoegdheden effectief kon uitoefenen. Op 14 april 1698 werd hij ook verkozen tot prins-bisschop van Osnabrück. In september 1698 kreeg hij van de paus de toestemming om zijn twee bisschopsmandaten te combineren.
Op 24 september 1710 werd hij verkozen tot coadjutor van Johann Hugo von Orsbeck, de keurvorst-aartsbisschop van Trier. Na diens dood in januari 1711 werd Karel Jozef tevens keurvorst-aartsbisschop van Trier. Omdat hij slechts twee bisschopsmandaten mocht combineren, besloot hij af te treden als bisschop van Olomouc.
Karel Jozef gold als een bekwame en verantwoordelijke bisschop en probeerde de gehele heerschappij binnen zijn bisdommen te herwinnen, die tijdens de Spaanse Successieoorlog gedeeltelijk gecontroleerd werden door buitenlandse bezettingstroepen. Vanaf 1713 resideerde hij voornamelijk in Ehrenbreitstein. Twee jaar later, in december 1715, bezweek hij in Wenen aan de pokken.
- Gemeinsame Normdatei: 119442647
- International Standard Name Identifier: 0000 0000 7821 6814
- Library of Congress Control Number: no2010089086
- Nationale Bibliotheek van Tsjechië: mzk2009502633
- Virtual International Authority File: 52499210
- WorldCat: E39PBJqbmRp4PK4DP8gkxRFHYP